# Golpe de Estado en Fiyi de 2000
El golpe de Estado de Fiyi de 2000 fue un golpe de Estado por parte de nacionalistas civiles i-Taukei (indígenas) contra el gobierno electo de Mahendra Chaudhry, primer ministro de ascendencia india, el 19 de mayo de 2000. 
El episodio daría lugar al intento del presidente Kamisese Mara de asumir la autoridad ejecutiva el 27 de mayo, seguido de su propia dimisión, posiblemente forzada, el 29 de mayo. Se estableció un gobierno interino dirigido por Frank Bainimarama. Este último entregó el poder a una administración interina encabezada por Josefa Iloilo como presidente el 13 de julio. En marzo de 2001, el Tribunal de Apelaciones de Fiyi dictaminó que los golpes de Estado y el régimen interino eran ilegales. Finalmente, se restableció un gobierno electo en las elecciones generales de Fiyi de 2001.
George Speight, líder del golpe, fue declarado culpable de traición y condenado a muerte. La pena fue conmutada por cadena perpetua y, el 18 de septiembre de 2024, fue indultado por la Comisión de Misericordia de Fiyi.

## Antecedentes
Las elecciones parlamentarias de mayo de 1999 dieron como resultado una victoria decisiva para la Coalición Popular, una agrupación multirracial dominada predominantemente por el Partido Laborista, pero que también incluía a otros tres partidos apoyados. Mahendra Chaudhry se convirtió en el primer primer ministro de ascendencia india del país.
El resultado de las elecciones y el posterior nombramiento de Chaudhry como primer ministro enfurecieron a los nacionalistas i-Taukei de línea dura, al igual que las medidas de su gobierno para renovar los arrendamientos agrícolas y compensar a los agricultores cuyos arrendamientos habían vencido. En septiembre de 1999, el Gran Consejo de Jefes rechazó el plan del gobierno de renovar los arrendamientos.  Ese mismo mes, se celebraron reuniones en todo el país para buscar la destitución del gobierno, y el exlíder del PANU, Apisai Tora, amenazó con derrocarlo mediante marchas de protesta y desobediencia civil. En abril de 2000 se celebraron varias marchas de protesta, y se programó una gran marcha encabezada por Iliesa Duvuloco para el 19 de mayo.

## Toma del parlamento
Cuando un grupo liderado por George Speight, un hombre de negocios que había sido declarado en quiebra tras la cancelación de varios contratos por parte del gobierno de Chaudhry, entró en los edificios del Parlamento el 19 de mayo de 2000, se les unieron elementos descontentos de la población i-Taukei. Durante 56 días, el Primer Ministro Chaudhry y la mayor parte de su gabinete, junto con muchos parlamentarios y su personal, fueron retenidos como rehenes mientras Speight intentaba negociar con el presidente, Ratu Sir Kamisese Mara, quien denunció el golpe y declaró el estado de emergencia y con la administración militar que asumió el 29 de mayo.
El 26 de mayo, quince soldados y dos oficiales desertaron y se pasaron a los rebeldes. Al día siguiente, 200 rebeldes se enfrentaron a los soldados en el cordón, lo que resultó en disparos y dos soldados y un operador de cámara heridos.  Al día siguiente, el presidente Mara despidió a Chaudhry por no poder desempeñar sus funciones y nombró a Tevita Momoedonu, el único miembro del gabinete que no estaba en el parlamento cuando fue tomado, como primer ministro.  Después de aconsejar a Mara que prorrogara el parlamento durante seis meses, Momoedonu renunció, dejando a Mara con "autoridad ejecutiva sin restricciones". Al hacerlo, afirmó seguir el consejo del presidente del Tribunal Supremo, Sir Timoci Tuivaga, pero se negó a derogar la Constitución, que también había aconsejado Tuivaga. Mara admitió que sus acciones estaban en el límite de la constitucionalidad, pero dijo que creía que estaban dentro de ese límite y eran necesarias.

## Golpe militar y negociaciones
El 28 de mayo, tras la emisión de un segmento de noticias crítico de Speight, una turba rebelde atacó la estación de televisión de Fiji, matando a un oficial de policía. El colapso de la ley y el orden llevó al presidente del Tribunal Supremo Timoci Tuivaga y otros jueces a aconsejar al comandante de la RFMF Frank Bainimarama que tomara el control sobre la base de la "necesidad".  Después de una reunión con Bainimarama y Rabuka, Mara dimitió. Bainimarama entonces declaró la ley marcial, revocó la constitución de 1997 y tomó el control del país, declarándose jefe de Estado. Bainimarama nombró inicialmente al excomandante del ejército Epeli Nailatikau como primer ministro,  pero retiró la nominación al día siguiente tras las objeciones de Speight.  Bainimarama aplazó entonces el nombramiento de un gobierno civil "hasta que el clima sea propicio", pero se comprometió a que "Mahendra Chaudhry ya no volverá como primer ministro".  El régimen militar inició entonces conversaciones con Speight para la liberación de los rehenes.  El 4 de junio, las conversaciones fracasaron,  y los militares emitieron un ultimátum, exigiendo a Speight la liberación de los rehenes y el desmantelamiento de las armas, a cambio de lo cual prometían una amnistía.
No fue hasta el 3 de julio que nombró realmente a una primera ministra, Laisenia Qarase (que permaneció en el cargo hasta que fue derrocada del poder en otro golpe de Estado en diciembre de 2006). Los rebeldes, que todavía tenían rehenes, protagonizaron una serie de incidentes en todo el país, cortando el suministro eléctrico de Suva el 6 de julio y asaltando una base militar en la isla de Vanua Levu e intercambiando disparos con los militares en Suva al día siguiente.
El gobierno militar interino firmó un acuerdo con Speight el 9 de julio, otorgándole inmunidad procesal y una revisión de la constitución a cambio de la liberación de los rehenes. Nueve fueron liberados el 12 de julio y los demás, incluido Chaudhry, el 13 de julio. Ratu Josefa Iloilo prestó juramento como presidente el mismo día, y Ratu Jope Seniloli como vicepresidente. El nombramiento de Seniloli, un partidario de los rebeldes que prestó juramento como presidente a instancias de Speight, fue visto como un gesto de apaciguamiento hacia las fuerzas rebeldes.
El 27 de julio, Speight, junto con dos asistentes, un guardaespaldas y 369 partidarios, fueron arrestados.  El gobierno incumplió el acuerdo que otorgaba a Speight inmunidad procesal,  y Bainimarama dijo que los militares lo firmaron "bajo presión".

## Consecuencias
Durante el golpe civil se produjeron dos motines dentro de las fuerzas militares. El primero en Sukunaivalu Barracks el 7 de julio y el segundo en Queen Elizabeth Barracks el 2 de noviembre. Este último provocó la muerte de ocho personas.
El 15 de noviembre, la Corte Suprema declaró ilegal el gobierno interino.  Mara siguió siendo legítima; El Parlamento no había sido disuelto, sólo suspendido, y ahora iba a ser convocado de nuevo, y por implicación Chaudhry seguía siendo el primer ministro legítimo. Sin embargo, como Mara no estaba desempeñando sus funciones, Iloilo ejercía debidamente las prerrogativas del cargo en su lugar. Más tarde, Mara dimitiría oficialmente, con su dimisión retroactiva al 29 de mayo. El gobierno de Qarase apeló la decisión del tribunal; El 1 de marzo de 2001, el Tribunal de Apelación confirmó la decisión del Tribunal Superior que restableció la Constitución. El gobierno aceptó la decisión.